# São Sebastião da Boa Vista
São Sebastião  da Boa Vista este un oraș în Pará (PA), Brazilia.